# (6821) Ranevskaya
(6821) Ranevskaya ist ein Asteroid des Hauptgürtels, der am 29. September 1986 von der ukrainischen Astronomin Ljudmila Georgijewna Karatschkina am Krim-Observatorium in Nautschnyj (IAU-Code 095) entdeckt wurde.
Der Asteroid wurde nach der sowjetischen Schauspielerin Faina Georgijewna Ranewskaja (1896–1984) benannt.